# The Explorers Club

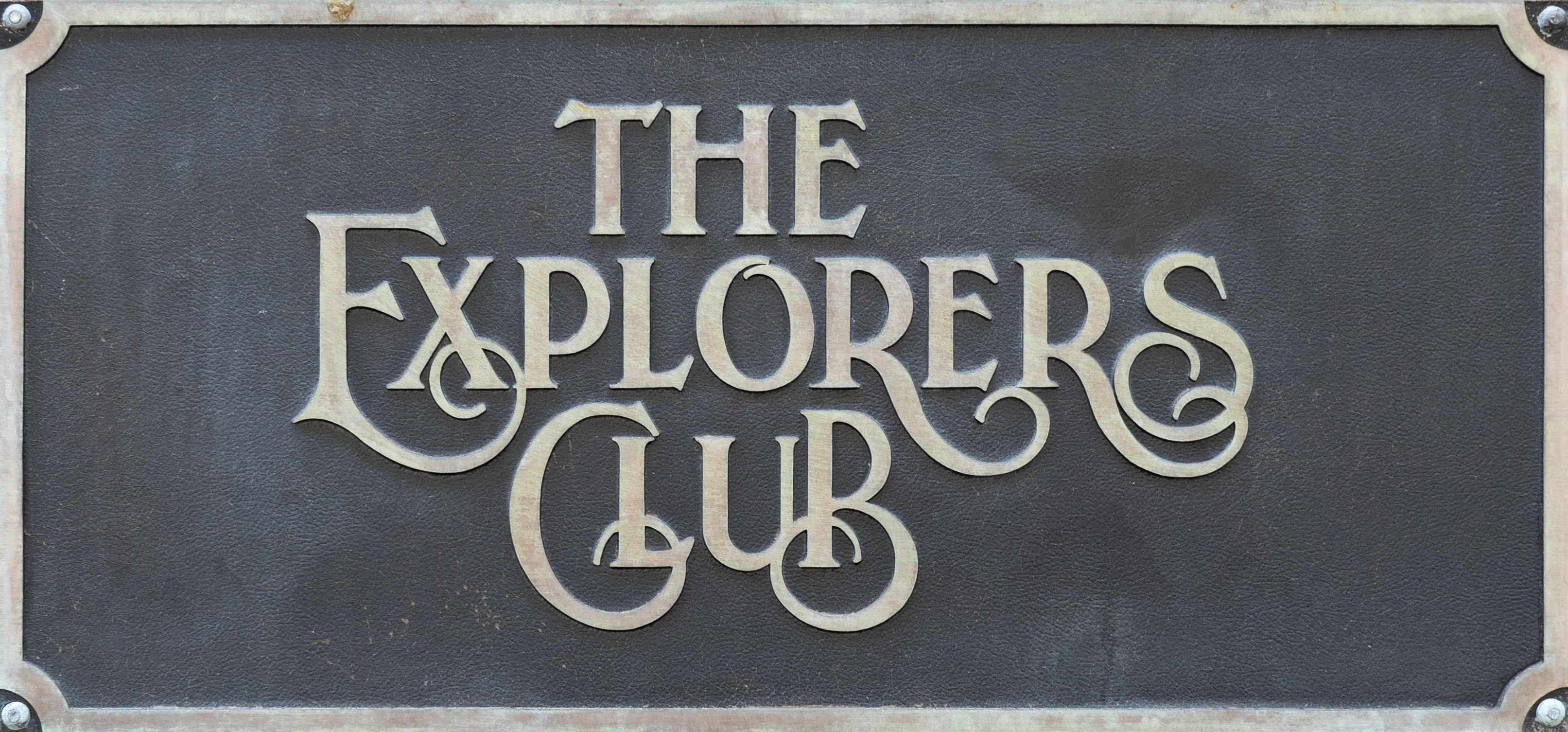
O símbolo do The Explorers Club

The Explorers Club é uma sociedade profissional multidisciplinar internacional com sede nos Estados Unidos, com o objetivo de promover a exploração científica e estudos de campo. O clube foi fundado na cidade de Nova York em 1904 e tem servido como um ponto de encontro para exploradores e cientistas em todo o mundo.
O Explorers Club realiza um jantar anual para homenagear realizações na exploração, que é conhecido por sua culinária aventureira e exótica.

## História

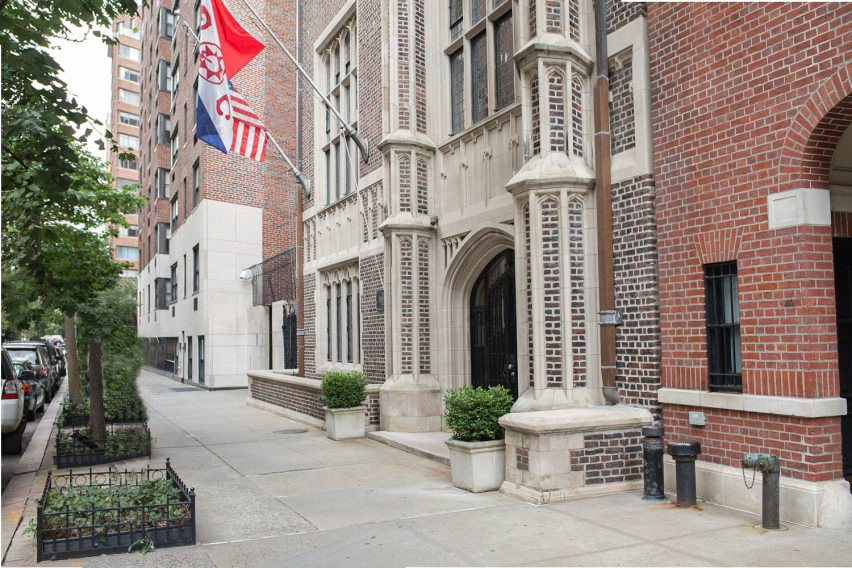
Sede do The Explorers Club na cidade de Nova York

Em 1904, um grupo de homens ativos na exploração se reuniu a pedido do renomado jornalista, historiador e explorador Henry Collins Walsh para formar uma organização que unisse os exploradores nos laços de boa convivência e promovesse o trabalho da exploração por todos os meios ao seu alcance.
Ao lado de Walsh estavam Adolphus Greely, Donaldson Smith, Carl Lumholtz, Marshall Saville, Frederick Dellenbaugh e David Brainard. Após várias reuniões informais adicionais, o Explorers Club foi incorporado em 25 de outubro de 1905. As mulheres foram admitidas pela primeira vez em 1981, com uma turma que incluía Sylvia Earle e Kathryn Sullivan. Ilustríssimos membros honorários incluem Theodore Roosevelt, John Glenn, Jim Fowler, Walter Cronkite, Príncipe Philip, Duque de Edimburgo, Sir Edmund Hillary, Buzz Aldrin e Albert I, Príncipe de Mônaco.
The Explorers Club tem 32 capítulos nos Estados Unidos e ao redor do mundo. Cada capítulo serve como um ponto de contato local para exploradores, cientistas e estudantes. Muitos capítulos realizam jantares mensais, palestras e seminários, concedem bolsas de pesquisa de campo para estudantes, publicam boletins informativos e organizam expedições, viagens de campo e eventos educacionais.

### Membros fundadores
- David Legge Brainard (1856-1946): Tenente-coronel do Exército dos Estados Unidos: Campanhas Sioux, Bannock e Nez Perce; Sobrevivente da Expedição da Baía de Lady Franklin (1881-1884); Em 1882, reivindicou o ponto mais ao norte com a latitude de 83º24'30";
- Frank Chapman (1864-1945): Curador de Aves e Mamíferos do Museu Americano de História Natural;
- Frederick Cook (1865-1940): Cirurgião e etnólogo da primeira Expedição de Peary à Groenlândia (1892); líder da Expedição do SS Miranda (1894); cirurgião da Expedição Belgica (1897-1898), a primeira expedição a passar um inverno na Antártica; membro fundador do American Alpine Club (1902);
- Herschel Clifford Parker (1867-1931): Professor de Física na Universidade de Columbia; montanhista; autor; membro fundador do American Alpine Club (1902);
- Marshall Howard Saville (1867-1935): Professor de Arqueologia Americana na Universidade de Columbia; Curador de Arqueologia do Museu Americano de História Natural;
- Henry Collins Walsh (1863-1927): Jornalista; historiador; explorador da América Central e da Groenlândia; membro fundador do Arctic Club of America (1894);[7] nominalmente o "Fundador" do The Explorers Club (1904);
- Caspar Whitney (1862-1929): Correspondente de guerra, explorador da América do Norte e do Sul, amante do ar livre, jornalista esportivo, membro do Comitê Olímpico Internacional (1900-1905), autor; Editor da Revista Outing.

## Associados e Membros
O Explorers Club possui aproximadamente 3.500 membros em todo o mundo, com representantes de todos os continentes e em mais de 60 países. O clube diferencia a exploração para a ciência de campo das viagens exploratórias voltadas ao turismo. São elegíveis para associação indivíduos que participam ou apoiam expedições científicas de campo destinadas a explorar locais ou fenômenos desconhecidos ou pouco compreendidos, com o objetivo de adquirir conhecimento para o benefício da humanidade. O foco está em pessoas que tenham adquirido experiência prática ao participar ativamente de expedições científicas documentadas.
A associação ao clube é dividida em duas categorias. Os Associados (Fellows) são aqueles que fizeram contribuições documentadas para o conhecimento científico por meio de expedições de campo. Já os Membros (Members) demonstraram interesse contínuo e participação em algum aspecto da exploração de campo, contribuindo de maneira ampla para a causa da exploração e para o avanço do conhecimento científico.

### Feitos históricos dos membros do Explorers Club
The Explorers Club é renomado por vários "Famosos Primeiros Feitos" realizados por seus membros, incluindo:
- Primeiros a chegar ao Polo Norte (1909) - Robert E. Peary (membro honorário em 1912) e Matthew Henson. A alegação de Robert Peary de ter sido o primeiro a alcançar o Polo Norte foi contestada, e o consenso atual não a reconhece. No entanto, em 1968, Ralph Plaisted tornou-se a primeira pessoa indiscutivelmente a atingir o Polo Norte por terra;[11][12][13][14]
- Primeiros a chegar ao Polo Sul (1911) - Roald Amundsen, membro honorário em 1912;[15]
- Primeiros a atingir o cume do Monte Everest (1953) - Sir Edmund Hillary e Tenzing Norgay, eleitos membros honorários em 1953;[16]
- Primeiros a alcançar o ponto mais profundo do oceano (1960) - Don Walsh (membro honorário em 1997) e Jacques Piccard;[17]
- Primeiros a chegar à superfície da Lua (1969) - Neil Armstrong e Buzz Aldrin (membro honorário em 2018);[18]
- Primeiros a chegar em ambos os polos, espaço e o ponto mais profundo do oceano (2021) - Richard Garriott.[19]

### Sede

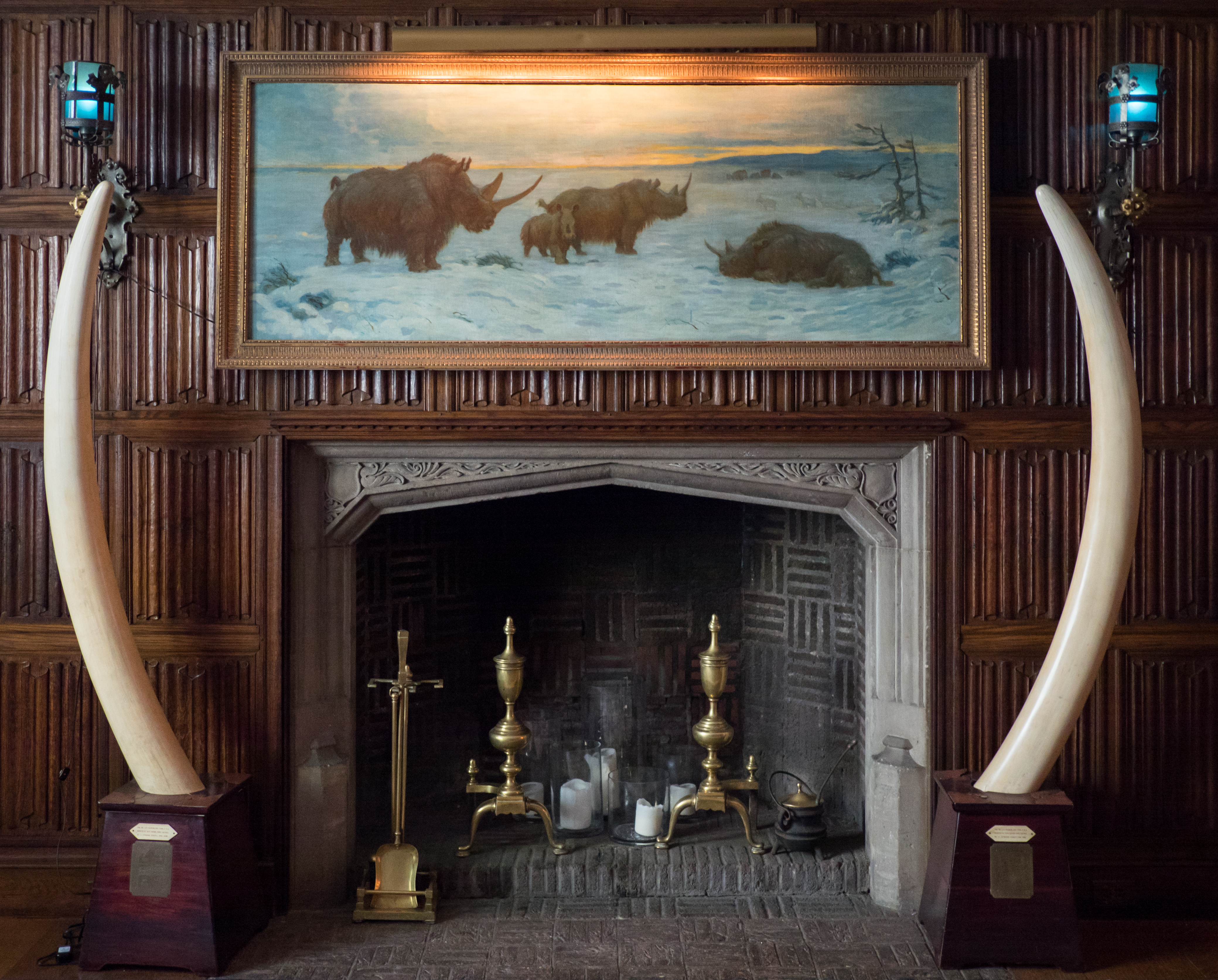
Lareira do primeiro andar.

O The Explorers Club realizou sua primeira reunião regular em sua sede original no Edifício Studio, localizado na 23 West 67th Street, na cidade de Nova York. O clube concluiu a construção de sua próxima sede na 544 Cathedral Parkway em 1928, e ali o clube continuou a expandir sua extensa coleção de artefatos, troféus e livros sobre exploração. Em 1965, impulsionado por Lowell Thomas, o clube adquiriu sua sede atual na Upper East Side, uma mansão de seis andares em estilo jacobino na East 70th Street, onde abriga a Biblioteca de Exploração James B. Ford, a Sala de Mapas Sir Edmund Hillary e uma coleção de artefatos de mais de um século de exploração. O edifício anteriormente pertencia a Stephen C. Clark. Certos cômodos designados do clube estão abertos ao público em geral.

### Palestras e publicações
Na década de 1920, o clube começou a convidar tanto os exploradores que retornavam do campo quanto os cientistas visitantes para relatarem suas experiências e descobertas. Na década de 1930, esses encontros informais evoluíram para palestras acadêmicas e apresentações ilustradas. O clube continua a oferecer palestras e programas semanais, que muitas vezes são abertos ao público em sua sede. Em novembro de 1921, o The Explorers Club publicou a primeira edição do The Explorers Journal para compartilhar notícias do campo, observações da sede, aquisições recentes, obituários e resenhas de livros. O The Explorers Journal ainda é publicado trimestralmente. com artigos e fotografias de membros do The Explorers Club em expedição.

### Série de televisão
Em 2022, o The Explorers Club e o Discovery Channel fizeram uma parceria para produzir uma série chamada "Tales from The Explorers Club" (Em inglês) "Clube da aventura" (Em português), apresentada pelo membro do clube, Josh Gates. A série abordou histórias de outros famosos membros do The Explorers Club, como Ernest Shackleton, Sir Edmund Hillary, Gertrude Bell, Jim Lovell e Jeff Bezos.

## A bandeira do The Explorers Club
Para obter permissão para carregar a bandeira, um membro do clube deve demonstrar que uma expedição tem o potencial de obter resultados

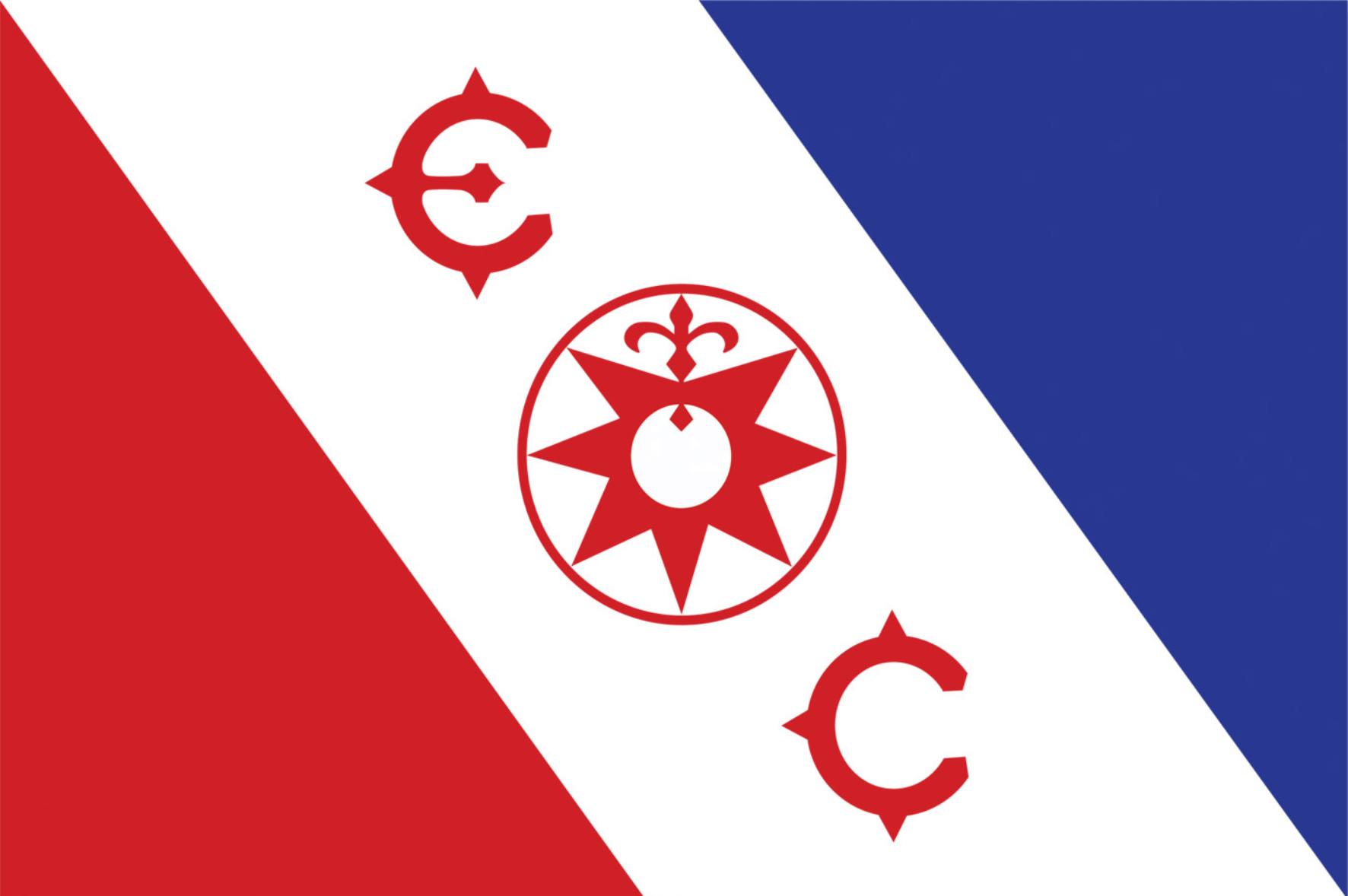
A bandeira do The Explorers Club

científicos. Uma vez aprovada, a bandeira deve ser exibida em todas as oportunidades adequadas durante a expedição e deve ser devolvida ao clube juntamente com um relatório escrito da expedição - o Relatório da Bandeira. As coleções de pesquisa do clube são o repositório desses relatórios únicos, incluindo o "Livro da Bandeira" original - um diário encadernado contendo relatórios escritos à mão, impressões vintage, recortes e registros diversos enviados pelos exploradores que levaram pela primeira vez a bandeira do The Explorers Club em expedições.
Atualmente, existem 202 bandeiras numeradas. Isso inclui bandeiras carregadas em expedições como:
- Bandeira #2 - Roy Chapman Andrews - expedições ao Deserto de Gobi;
- Bandeira #7 - Sir George Hubert Wilkins - os primeiros voos transárticos;
- Bandeira #32 - Capitão Robert A. "Bob" Bartlett - expedições com o navio Effie M. Morrissey;
- Bandeira #50 - Bertrand Piccard e André Borschberg - Solar Impulse através da América;[23]
- Bandeira #61 - Luc Hardy - expedição Pax Arctica (Ártico Canadense);
- Bandeira #71 - Raphaël Domjan - PlanetSolar, a primeira volta ao mundo com energia solar;
- Bandeira #80 - Tim Taylor FN'04, Laureado com a Medalha de Mérito em 2008 - Descoberta de três submarinos americanos perdidos na Segunda Guerra Mundial: Expedição R-12, Expedição S-26, Expedição S-28;[24]
- Bandeira #81 - Victor Vescovo e Patrick Lahey - expedição Five Deeps;[25]
- Bandeira #105 - L. Ron Hubbard - Expedição Radio Experimental do Alasca;[26][27][28]
- Bandeira #123 - Thor Heyerdahl - expedição Kon-Tiki;
- Bandeira #132 - David Concannon para Jeff Bezos e Bezos Expeditions - expedição de busca e recuperação do motor Saturn V F-1;[29]
- Bandeira #134 - Gino Caspari - Descoberta da Tumba Real dos Cita Tunnug 1;[30]
- Bandeira #150 - George Kourounis - coleta de amostras de solo na cratera de gás Darvaza;[31]
- Bandeira #161 - James Cameron - expedição Deepsea Challenger;[32]
- Bandeira #163 - L. Ron Hubbard - Expedição Oceanográfica-Arqueológica (1961) e Expedição de Pesquisa Geológica Hubbard (1966);[26][28]
- Bandeira #193 - Naomi Uemura - primeira expedição solo ao Polo Norte.

As missões da NASA Apollo 8, Apollo 11, Apollo 13 e Apollo 15 carregaram miniaturas das bandeiras do clube a bordo.

## Honras e bolsas

### Honras
A Medalha do The Explorers Club, a mais alta honraria concedida pelo clube, é concedida por contribuições extraordinárias diretamente no campo da exploração, pesquisa científica ou para o bem-estar da humanidade. Alguns dos premiados anteriores incluem:
- 1914 – Robert E. Peary
- 1917 – William Curtis Farabee
- 1918 – Vilhjalmur Stefansson
- 1919 – Cândido Mariano da Silva Rondon
- 1923 – Adolphus Greely
- 1925 – Lowell H. Smith
- 1926 – Knud Rasmussen
- 1927 – Roald Amundsen, Robert Bartlett & Fridtjof Nansen
- 1937 – Richard E. Byrd
- 1954 – Auguste Piccard
- 1961 – President Herbert Hoover
- 1964 – Gilbert H. Grosvenor
- 1968 – Lowell Thomas
- 1971 – Neil Armstrong, Edwin “Buzz” Aldrin Jr., & Michael Collins for NASA
- 1979 – Thor Heyerdahl
- 1980 – Willard Bascom
- 1983 – Sir Ranulph Fiennes
- 1986 – Sir Edmund Hillary
- 1989 – Mary Leakey
- 1993 – Jane Goodall
- 1995 – Robert Ballard
- 1996 – Sylvia Earle
- 2001 – Joe Kittinger
- 2005 – Burt Rutan, Brian Binnie and Mike Melvill for SpaceShipOne
- 2008  – Eugenie Clark
- 2009 – E. O. Wilson
- 2011 - Albert Lin
- 2013 – James Cameron[34]
- 2014 – Walter Munk[35]
- 2015 – Neil deGrasse Tyson
- 2016 – E. Frederick Roots
- 2019 – Kenneth Lacovara[36]
- 2020 – Victor Vescovo[37]
- 2021 – Derek and Beverly Joubert[38]
- 2022 – Rick Ridgeway[39]
- 2023 – Margaret D. Lowman[40]
- 2024 – Rita Colwell[41]
- 2025 – Birutė Galdikas[42]

A Medalha do Explorador Lendário é concedida "para reconhecer um feito de tamanha coragem e realização incrível que transcendeu os limites ordinários da história". Os destinatários anteriores incluem:
- 2013 – Scott Carpenter
- 2013 – John Glenn
- 2020 – Jane Goodall
- 2024 – Rusty Schweickart[41]

Além da Medalha do The Explorers Club e da Medalha do Explorador Lendário, o clube também apresenta, entre outros, o Prêmio Lowell Thomas, a Medalha Sweeney, uma Citação de Mérito, o Prêmio de Exploração Espacial Buzz Aldrin e o Prêmio Tenzing Norgay.

### Bolsas
O clube também concede uma variedade de bolsas para ciência de campo e exploração, incluindo a Bolsa do Fundo de Atividades para Jovens, a Bolsa do Fundo de Exploração e o Prêmio do Presidente de Exploração e Tecnologia. Um prêmio do clube, o Prêmio Scott Pearlman para Ciência e Exploração de Campo, é nomeado em homenagem a um dos membros mais jovens do clube (induzido aos 22 anos), que era fotógrafo e participante de três expedições com bandeira. Scott Pearlman contraiu hepatite C e faleceu aos 38 anos. Pearlman era filho do membro e oficial do Explorers Club, Robert E. Pearlman.

## Presidentes
Os presidentes do Explorers Club são eleitos por votação do Conselho Diretor após a Reunião Anual. Homens e mulheres podem oferecer seus nomes para consideração.
| #  | de   | a    | President             |
| -- | ---- | ---- | --------------------- |
| 1  | 1905 | 1906 | Adolphus Greely       |
| 2  | 1907 | 1908 | Frederick Cook        |
| 3  | 1909 | 1911 | Robert Peary          |
| 4  | 1912 | 1913 | David Legge Brainard  |
| 5  | 1913 | 1916 | Robert Peary          |
| 6  | 1917 | 1918 | Carl Akeley           |
| 7  | 1919 | 1922 | Vilhjalmur Stefansson |
| 8  | 1922 | 1925 | George Gustav Heye    |
| 9  | 1926 | 1927 | James Ford            |
| 10 | 1928 | 1930 | George Gustav Heye    |
| 11 | 1931 | 1934 | Roy Chapman Andrews   |
| 12 | 1935 | 1937 | Walter W. Granger     |
| 13 | 1937 | 1939 | Vilhjalmur Stefansson |
| 14 | 1940 | 1943 | Herbert Spinden       |
| 15 | 1944 | 1946 | Alexander Wetmore     |
| 16 | 1947 | 1948 | Clyde Fisher          |
| 17 | 1949 | 1950 | James Chapin          |
| 18 | 1951 | 1952 | John Tee-Van          |
| 19 | 1953 | 1954 | Edward Weyer Jr.      |
| 20 | 1955 | 1958 | Serge Korff           |
| 21 | 1959 | 1961 | Charles Hitchcock     |
| 22 | 1961 | 1963 | John Pallister        |
| 23 | 1963 | 1965 | Serge Korff           |
| 24 | 1965 | 1967 | Edward Sweeney        |
| 25 | 1967 | 1971 | Walter Wood           |
| 26 | 1971 | 1973 | Hobart Van Dressen    |
| 27 | 1973 | 1975 | Russell Gurnee        |
| 28 | 1975 | 1976 | E. Lovell Becker      |
| 29 | 1976 | 1978 | Virgil Kauffman       |
| 30 | 1978 | 1981 | Charles Brush         |
| 31 | 1981 | 1985 | George V.B. Cochran   |
| 32 | 1985 | 1987 | John Levinson         |
| 33 | 1987 | 1989 | John Bruno            |
| 34 | 1989 | 1991 | Nicholas Sullivan     |
| 35 | 1991 | 1993 | David Swanson         |
| 36 | 1993 | 1996 | John Loret            |
| 37 | 1996 | 2000 | Alfred McLaren        |
| 38 | 2000 | 2002 | Faanya Rose           |
| 39 | 2002 | 2006 | Richard Wiese         |
| 40 | 2006 | 2009 | Daniel Bennett        |
| 41 | 2009 | 2012 | Lorie Karnath         |
| 42 | 2012 | 2015 | Alan Nichols          |
| 43 | 2015 | 2018 | Ted Janulis           |
| 44 | 2018 | 2021 | Richard Wiese         |
| 45 | 2021 | 2025 | Richard Garriott      |
| 46 | 2025 |      | Richard Wiese         |